# 湖畔诗派
应修人、汪静之、潘漠华和冯雪峰于1922年3月在杭州成立湖畔诗社，被称为中国的湖畔派诗人。
湖畔派原指19世纪英国的华兹华斯、柯勒律治和骚塞三位浪漫主义诗人所形成的诗歌流派。中国的湖畔派诗人的诗歌与英国的浪漫主义湖畔派诗人的作品在风格上有相似之处，其最有特色的是歌颂爱情的诗歌。
湖畔诗社于1922年出版了《湖畔》和《春的歌集》的诗歌合集，在此之后有魏金枝、谢旦如、楼建南等诗人加入诗社。